# 堀井和人
堀井 和人（ほりい かずひと、1948年3月15日 - ）は、大阪府河内長野市出身の元プロ野球選手（外野手）。
父親は南海ホークスで活躍した堀井数男。

## 来歴・人物
明星高校では2年次の1964年からレギュラーとなり、中堅手、六番打者として同年夏の甲子園に出場するが、1回戦で大府高に敗れる。3年次の1965年夏は府予選準決勝で興國高に敗退し、甲子園には届かなかった。高校同期に捕手の阿野鉱二がいる。
卒業後の1966年に法政大学へ進学し、東京六大学野球リーグでは在学中に3度の優勝を経験。3年次の1968年からレギュラーとなり、主に左翼手として起用される。1年上の田淵幸一・山本浩司らに続く下位を打って活躍し、優勝した1968年春季リーグでは打率.410の好成績をあげている。4年次の1969年秋季リーグでも、同期のエース山中正竹を擁し優勝に貢献。大学同期に山中の他、江本孟紀・黒田正宏・佐藤治夫・山田克己、苑田邦夫らがいた。
1969年のドラフト7位で南海ホークスに入団。一軍では俊足を活かした代走や守備固め等、控え選手としてのプレーが多かった。1973年の巨人との日本シリーズでは3試合に代走として出場し、日本プロ野球で初めて親子で日本シリーズ出場の記録を達成。入団時に堀井は当時スカウトの父がいるから取ってくれたと思っていたが、父が「お前、野村のとこいって聞いてこい」と言われ、当時の甲子園の野村宅にいくと「違う違う、お前必要やからとったんよ」と言われた。野村からは「お前、肩も足もオヤジよりええけど肝心なもんがアカンわ。バッティングな」と言われたこともあったが、日本シリーズでは10月27日の第1戦（大阪）、2死二塁で代走で生還して決勝点を記録している。1976年には6試合、1977年には4試合に中堅手、左翼手として実質先発出場を果たす。相手チームの先発が左腕で、偵察要員の後に入るケースが多かった。1980年限りで引退。
引退後は南海→ダイエー、近鉄でスカウトを務め、2004年に球団合併して誕生したオリックス・バファローズではスカウト部長を務めていたが、2009年末に退団。スカウト時代は西川佳明・元木大介（ダイエー時代、入団拒否）・中村紀洋・福留孝介（近鉄時代、入団拒否）・坂口智隆・岡田貴弘を担当 。
退団後は中学硬式野球チーム「東成シニア」で監督→総監督を務め、心斎橋でスナック「堀井」の店長を務めている。

## 詳細情報

### 年度別打撃成績
| 年 度      | 球 団      | 試 合 | 打 席 | 打 数 | 得 点 | 安 打 | 二 塁 打 | 三 塁 打 | 本 塁 打 | 塁 打 | 打 点 | 盗 塁 | 盗 塁 死 | 犠 打 | 犠 飛 | 四 球 | 敬 遠 | 死 球 | 三 振 | 併 殺 打 | 打 率 | 出 塁 率 | 長 打 率 | O P S |
| ---------- | ---------- | ----- | ----- | ----- | ----- | ----- | -------- | -------- | -------- | ----- | ----- | ----- | -------- | ----- | ----- | ----- | ----- | ----- | ----- | -------- | ----- | -------- | -------- | ----- |
| 1970       | 南海       | 2     | 0     | 0     | 0     | 0     | 0        | 0        | 0        | 0     | 0     | 1     | 0        | 0     | 0     | 0     | 0     | 0     | 0     | 0        | ----  | ----     | ----     | ----  |
| 1972       | 南海       | 25    | 2     | 2     | 6     | 0     | 0        | 0        | 0        | 0     | 0     | 0     | 1        | 0     | 0     | 0     | 0     | 0     | 0     | 0        | .000  | .000     | .000     | .000  |
| 1973       | 南海       | 54    | 6     | 5     | 12    | 0     | 0        | 0        | 0        | 0     | 0     | 5     | 4        | 0     | 0     | 1     | 0     | 0     | 1     | 0        | .000  | .167     | .000     | .167  |
| 1974       | 南海       | 59    | 23    | 16    | 15    | 5     | 1        | 0        | 1        | 9     | 2     | 11    | 1        | 2     | 1     | 3     | 0     | 1     | 3     | 0        | .313  | .429     | .563     | .991  |
| 1975       | 南海       | 39    | 17    | 15    | 13    | 4     | 0        | 0        | 1        | 7     | 2     | 5     | 2        | 0     | 0     | 2     | 0     | 0     | 2     | 1        | .267  | .353     | .467     | .820  |
| 1976       | 南海       | 40    | 35    | 26    | 12    | 4     | 0        | 0        | 1        | 7     | 2     | 3     | 1        | 0     | 1     | 3     | 0     | 5     | 4     | 1        | .154  | .343     | .269     | .612  |
| 1977       | 南海       | 49    | 29    | 24    | 19    | 6     | 0        | 0        | 0        | 6     | 4     | 3     | 1        | 2     | 0     | 3     | 0     | 0     | 5     | 0        | .250  | .333     | .250     | .583  |
| 1978       | 南海       | 51    | 9     | 9     | 13    | 1     | 0        | 0        | 0        | 1     | 0     | 8     | 3        | 0     | 0     | 0     | 0     | 0     | 1     | 0        | .111  | .111     | .111     | .222  |
| 1979       | 南海       | 57    | 15    | 11    | 15    | 3     | 0        | 0        | 0        | 3     | 1     | 10    | 3        | 1     | 0     | 2     | 0     | 1     | 2     | 0        | .273  | .429     | .273     | .701  |
| 1980       | 南海       | 10    | 3     | 3     | 6     | 0     | 0        | 0        | 0        | 0     | 0     | 2     | 0        | 0     | 0     | 0     | 0     | 0     | 0     | 1        | .000  | .000     | .000     | .000  |
| 通算：10年 | 通算：10年 | 386   | 139   | 111   | 111   | 23    | 1        | 0        | 3        | 33    | 11    | 48    | 16       | 5     | 2     | 14    | 0     | 7     | 18    | 3        | .207  | .328     | .297     | .626  |

### 記録
- 初出場：1970年10月18日、対西鉄ライオンズ26回戦（大阪スタヂアム）、7回裏に山本忠男の代走として出場
- 初盗塁：同上（投手：河原明、捕手：宮寺勝利）
- 初先発出場：1972年4月28日、対近鉄バファローズ4回戦（大阪スタヂアム）、5番・左翼で先発出場、1回裏に寺岡孝に交代
- 初打席：1972年5月11日、対東映フライヤーズ5回戦（後楽園球場）、8回表に三浦清弘の代打で出場、高橋善正の前に凡退
- 初安打・初本塁打：1974年6月16日、対日本ハムファイターズ13回戦（大阪スタヂアム）、8回裏に小坂敏彦からソロ

### 背番号
- 23 （1970年 - 1978年）
- 50 （1979年 - 1980年）